# حياتي ككلب (فلم)
حياتي ككلب (بالإنجليزية: My Life as a Dog)، (بالسويدية: Mitt liv som hund)، هو فيلم دراما سويدي من إخراج لاسي هالستروم ويعتبر من أهم أفلامه التي أنتجها في موطنه قبل سفره وعمله في الولايات المتحدة، ومأخوذ عن رواية كتبها ريدار جونسون، وهو يحكي قصة الصبي إنجيمار الذي ترسله أمه بالإكراه لكي يعيش عند أقاربه. يسلّط الفيلم الضوء على حياة البلوغ للصبي واستكشافه لطبيعة جسده والجنس المغاير والحب والحياة القاسية التي يُكره عليها. ترشح المخرج لجائزة أفضل مخرج وتشارك الترشيح مع آخرين في جائزة أفضل كتابة (سيناريو مقتبس) في الدورة الستين لجوائز الأوسكار.

## طاقم التمثيل
- أنطون جلانزيليوس: إنجيمار
- توماس فون برومسين: العم جنار
- أنكي ليدين: والدة إنجيمار
- ميليندا كينامان: ساجا
- كيكي رندجرينموستر: يولا
- لينارت هجلستروم: الفنان
- إنج-ماري كارلسون: بيريت
- ليف إريكسون: العم ساندبرج
- كريستينا كارلويند: السيدة ساندبرج
- رالف كارلسون: هاري
- فيفيكا داهلن: تفاتاندي كفينا
- أرنولد ألفريدسون: جد مانيه
- فرتز إلوفسون: السيد
- ديدريك جستافسون: أرفيدسون (صديق إنجيمار العجوز الذي يحتضر)
- جان-فيليب هوستروم: مانيه (الصبي ذو الشعر الأخضر)

## وصلات خارجية
- مقالات تستعمل روابط فنية بلا صلة مع ويكي بيانات